# Wolverine (serie animata)
Wolverine (ウルヴァリン?, Uruvarin) è un anime di dodici episodi trasmesso da Animax a partire dal 7 gennaio 2011 ed ispirato al personaggio della Marvel Wolverine. L'anime è il secondo del progetto Marvel Anime, in cui alcuni personaggi della Marvel sono stati adattati in animazione dallo studio di animazione giapponese Madhouse.

## Trama
Logan scopre che la sua fidanzata, la dolce Mariko Yashida, scomparsa un anno prima, è stata portata a Tokyo da suo padre Shingen, che è a capo di una potente e misteriosa organizzazione criminale giapponese ed un fornitore della AIM.

## Personaggi e doppiatori
- Rikiya Koyama: James "Logan" Howlett / Wolverine
- Fumiko Orikasa: Mariko Yashida
- Romi Park: Yukio
- Hidekatsu Shibata: Shingen Yashida
- Iemasa Kayumi: Koh (Huáng)
- Kazuki Yao: Hideki Kurohagi
- Masato Hagiwara: Kikyō Mikage
- Misato Fukuen: Min
- Ryûzaburô Ôtomo: Omega Red
- Toshiyuki Morikawa: Scott Summers / Ciclope

## Episodi
| Nº | Titolo italiano (tradotto) Giapponese 「Kanji」 - Rōmaji | In onda          | In onda |
| Nº | Titolo italiano (tradotto) Giapponese 「Kanji」 - Rōmaji | Giapponese       |         |
| 1  | Mariko 「真理子～MARIKO」 - Mariko                       | 7 gennaio 2011   |         |
| 2  | Yukio 「雪緒～YUKIO」 - Yukio                            | 14 gennaio 2011  |         |
| 3  | Kikyo 「桔梗～KIKYO」 - Kikyo                            | 22 gennaio 2011  |         |
| 4  | Omega Red 「極赤～OMEGA RED」 - Omega Red                | 28 gennaio 2011  |         |
| 5  | Asano 「浅野～ASANO」 - Asano                            | 4 febbraio 2011  |         |
| 6  | Min (Ragazza) 「少女～MIN」 - Min                        | 11 febbraio 2011 |         |
| 7  | Vadhaka 「像～VADHAKA」 - Vadhaka                        | 18 febbraio 2011 |         |
| 8  | Koh 「黄～KOH」 - Kō                                     | 25 febbraio 2011 |         |
| 09 | Hell Road 「獄道~HELL ROAD」 - Heru Rōdo                 | 4 marzo 2011     |         |
| 10 | Shingen 「信玄～SHINGEN」 - Shingen                      | 11 marzo 2011    |         |
| 11 | Kurohagi 「黒萩～KUROHAGI」 - Kurohagi                   | 18 marzo 2011    |         |
| 12 | Logan 「狼眼～LOGAN」 - LOGAN                            | 25 marzo 2011    |         |

## Colonna sonora
Sigla di apertura
- Feel my Claws cantata da Takahashi Tetsuya

Sigla di chiusura
- Another Day of Battles cantata da Takahashi Tetsuya